# Башня Бисмарка (Вупперталь)

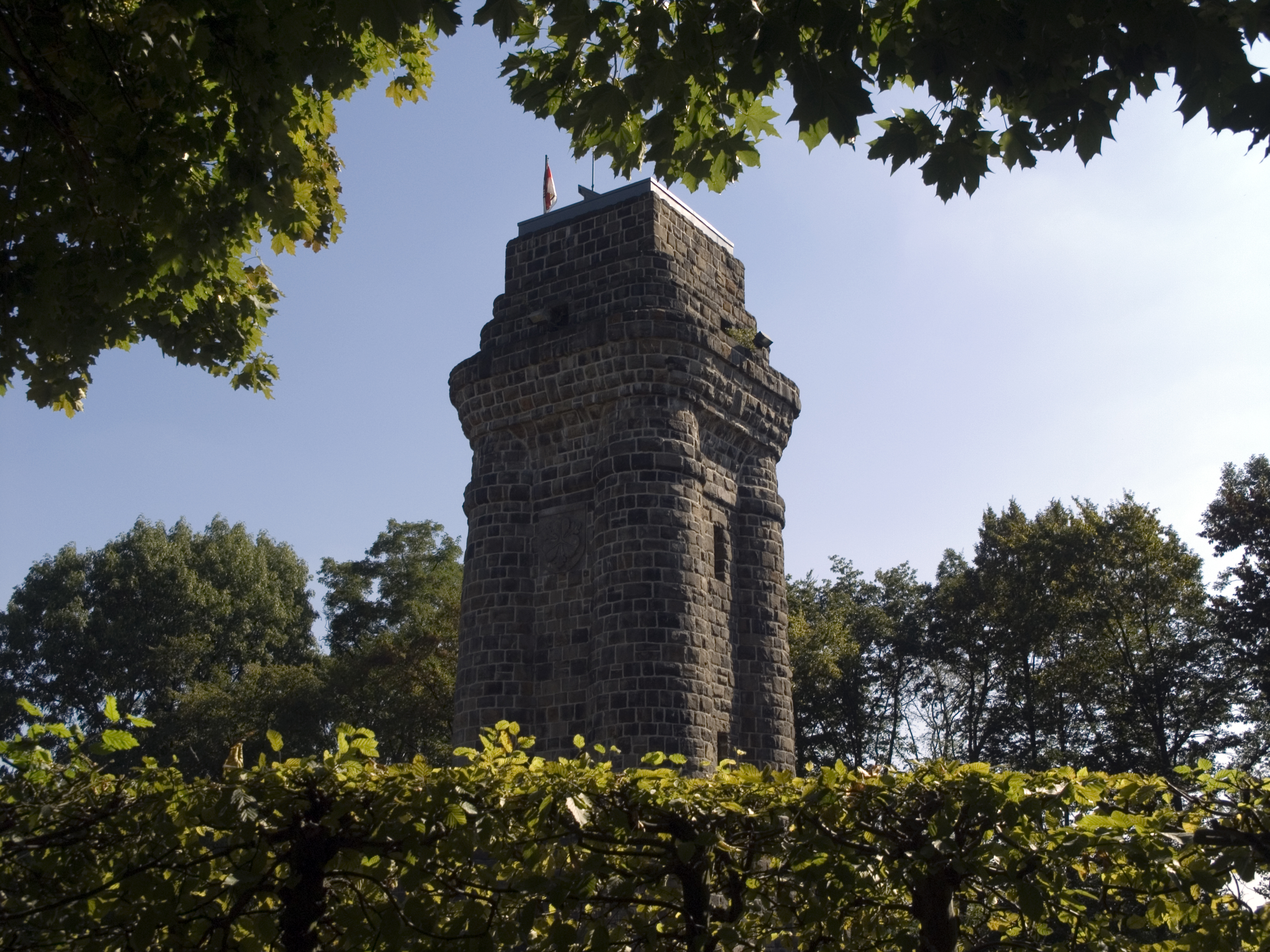
Башня Бисмарка

Башня Бисмарка (нем. Bismarckturm) — мемориальная башня высотой 22 м в немецком городе Вупперталь (федеральная земля Северный Рейн — Вестфалия). Башня расположена в районе Хардт (гористый район на северном берегу реки Вуппер).

## История
В 1898 году умирает первый канцлер Германской империи Отто фон Бисмарк. Еще при жизни ему было поставлено множество памятников: в гражданских костюмах, в военной форме, в средневековых доспехах. В 1899 году Союз немецкого студенчества объявляет конкурс на создание мемориальных монументов в память о Бисмарке новых архитектурных форм. Конкурс выиграл проект архитектора Вильгельма Крайса «Сумерки богов» — башня с факелом Вечного огня. До 1911 года было построено 58 башен Бисмарка, из них 47 — по типовому проекту. Сооружались башни в основном на пожертвования частных лиц и благотворительных организаций.

 19 октября 1907 года подобная башня была открыта на возвышенности на границе городов Эльберфельд и Бармен (в 1929 году они вошли в состав города Вупперталь). Закладка башни была осуществлена 1 апреля 1907 года советником по вопросам строительства муниципалитета города Эльберфельд. При закладке в фундамент башни был вмурован ларец с документами и монетами на сумму 18 марок (вскоре этот ларец был украден похитителями). С момента открытия эта башня использовалась как смотровая площадка.

 В 1991 году башня была взята под охрану государства, а в 2005 году были проведены работы по её реставрации. Подъем на башню свободный. С неё открываются прекрасные виды Вупперталя и долины реки Вуппер.